# Pfahlheim
Pfahlheim is een plaats in de Duitse gemeente Ellwangen (Jagst), deelstaat Baden-Württemberg, en telt 1797 inwoners (2004).